# Hannes Thanheiser
Johannes „Hannes“ Thanheiser (* 4. Dezember 1925 in Wien; † 17. Juni 2014 in St. Pölten) war ein österreichischer Schauspieler und Musiker.

## Leben
Johannes Thanheiser wuchs in Wien-Gersthof auf. Seine künstlerische Tätigkeit begann nach dem Zweiten Weltkrieg. Er erhielt erste Engagements als Schauspieler und trat als Akkordeonsolist und musikalischer Begleiter im Revuetheater Auge Gottes, in der Scala sowie auf anderen Bühnen auf. Mit der sich 1952 abzeichnenden Theaterkrise, in der viele Bühnen ihren Betrieb einstellten, verlegte sich Thanheiser auf die Bereiche Innenarchitektur und Ausstellungsgestaltung. 1954 eröffnete er in der Wiener Innenstadt das Jazzlokal Studio1. 1964 gründete er mit Hans Weigel, Friedrich Gulda und Konrad Bayer den Verein der österreichischen Jazzfreunde. Des Weiteren wirkte er in der Jazz-Combo Cafe Schmalz mit, in der er Geige, Klavier und Akkordeon spielte.
1979 wurde Thanheiser wieder verstärkt als Schauspieler tätig. So wirkte er in dem sechsteiligen Fernseh-Drama Die Alpensaga von Peter Turrini und Wilhelm Pevny mit. 1988 übernahm er die Hauptrolle in Oliver Herbrichs Kinofilm Erdenschwer. Es folgten zahlreiche weitere Film- und Theaterauftritte. Während seiner Karriere als Schauspieler war er in mehr als 120 Filmen zu sehen.
Thanheiser war verheiratet und lebte zuletzt auf dem ehemaligen Rittersitz Würmling bei Hafnerbach, den er aus Eigenmitteln selbst restauriert hatte. im Juni 2014 starb er im Alter von 88 Jahren in St. Pölten.

## Filmografie (Auswahl)
- 1980: Die Alpensaga – Ende und Anfang (Fernsehserie, 1 Folge)
- 1982: Das Dorf an der Grenze – Kärnten 1948–1960 (Fernsehserie)
- 1983: Das Dorf an der Grenze – Kärnten 1966–1976 (Fernsehserie)
- 1986: Tatort: Der Tod des Tänzers (Fernsehreihe)
- 1988: Erdenschwer
- 1990: Die Ministranten
- 1993: Leni
- 1993: Madame Bäurin
- 1996: Der Fischerkrieg am Bodensee
- 1997: Das ewige Lied
- 1998: Der Bulle von Tölz: Tod in der Walpurgisnacht
- 1998: Kommissar Rex – Geraubtes Glück
- 1999: Kommissar Rex – Sisi
- 2001: Tatort: Ein mörderisches Märchen
- 2004: Antares
- 2004: Die Heilerin
- 2008: Revanche
- 2008: Nordwand
- 2009: Romy
- 2012: Braunschlag (Fernsehserie, 5 Folgen)

## Auszeichnungen
- 1990: Federico-Fellini-Preis für die beste künstlerische Leistung (Für seine Hauptrolle in Erdenschwer)
- 2007: Jakob-Prandtauer-Preis für Wissenschaft und Kunst